# Volmer: portræt af en samfundsstøtte
Volmer er en bog skrevet af Lise Nørgaard i 1970. Bogen er om en dreng hvis navn er Volmer Marius Olsens "forbløffende udvikling fra skarnsknægt til storborger" i mellemkrigstiden.

## Ekstern henvisning
- Lise Nørgaard (1984), Volmer, Gyldendals Tranebøger, Gyldendal, ISBN 87-01-53972-8, Wikidata  Q65619745
- Volmer på bibliotek.kk.dk (Webside ikke længere tilgængelig)

| Bog | Spire Denne artikel om bøger og tidsskrifter er en spire som bør udbygges. Du er velkommen til at hjælpe Wikipedia ved at udvide den. |